# Affaire Dimitri Perrier
L'affaire Dimitri Perrier concerne la mort inexpliquée d'un adulte autiste de 28 ans à l'hôpital psychiatrique de Rouffach, en août 2020. Sans information précise concernant les causes de sa mort, sa famille médiatise cette affaire et dépose une plainte. 
Une information judiciaire pour homicide involontaire est finalement ouverte en avril 2025, près de cinq ans après la mort de Dimitri.

## Mort de Dimitri
Dimitri Perrier est né en 1992 ; non-verbal à l'âge de trois ans, il entre dans un institut médico-éducatif à la fin de sa dernière année d'école maternelle. Il reçoit un diagnostic d'autisme en 2018. Sa famille est originaire d'Ungersheim ; d'après sa mère Stéphanie Neunreuther, son âge mental serait comparable à celui d'un enfant de six ou sept ans. Il vit dans un foyer d'accueil en semaine et revient parmi sa famille le week-end, jusqu'au confinement dû à la pandémie de Covid-19 en France. Il connait alors une période d'angoisses et de crises liée, d'après sa mère et son oncle, au changement dans ses habitudes en raison du confinement,,,. Il est en conséquences interné au service psychiatrique du centre hospitalier de Rouffach,. D'après sa mère, son état s'y dégrade et il subit alors quinze jours d'isolement, sans contacts avec sa famille,. Florian Coulon, l'oncle de Dimitri Perrier, questionne les raisons de cette mesure, car Dimitri Perrier n'est pas violent.
Le 11 août 2020, alors âgé de 28 ans, il est retrouvé mort dans sa chambre,,. Stéphanie reçoit l'information du décès par téléphone à 21 heures, sans explications quant aux causes de sa mort,,. Son corps est envoyé à l'institut médico-légal de Strasbourg, puis il est enterré le 29 août.

## Médiatisation du décès
Stéphanie et Florian témoignent de leur impossibilité de connaître les causes et les circonstances du décès de Dimitri,,. Ils souhaitent médiatiser cette affaire afin de « sensibiliser sur le sort des adultes autistes », et sur les nombreuses maltraitances qu'ils subissent. Stéphanie Neunreuther déclare avoir été entravée dans sa volonté de connaître la vérité par le centre hospitalier, qui a initialement refusé de lui donner la dernière ordonnance médicamenteuse de son fils. C'est finalement la gendarmerie qui récupère cette ordonnance, dans le cadre de l'enquête.
Quatre ans après le décès, la famille n'a toujours aucune explication claire, Florian décrivant une « bataille par courrier interposé », et regrettant qu'un membre du personnel hospitalier potentiellement coupable d'homicide involontaire continue d'exercer. Stéphanie déplore aussi le faible poids qu'a l'opinion publique dans cette affaire, estimant que des préjugés sur l'autisme pourraient être responsables du manque de mobilisation de la population. Florian s'oppose à ce que la mort de Dimitri soit « invisibilisée au prétexte de son autisme ». En s'appuyant sur ses compétences de vidéaste professionnel, il diffuse régulièrement des images pour entretenir la mémoire de Dimitri sur les réseaux sociaux ; sa vidéo intitulée « Qui était Dimitri » est vue plus de 7 000 fois.
La famille de Dimitri organise régulièrement des marches blanches, et a lancé une pétition en ligne en juillet 2024, qui a reçu 14 000 signatures en deux semaines. Une première marche blanche rassemblant une trentaine de personnes a lieu le 11 août 2021, lors du premier anniversaire de sa mort, en cortège avec des ballons blancs, terminé par un dépôt de gerbes devant le centre hospitalier de Rouffach,. La seconde a lieu le 11 août 2022, Stéphanie dénonçant alors la lenteur de l'enquête, ; des ballons, des fleurs et un portrait sont déposés devant l’hôpital.
La troisième est organisée le 12 août 2023,,, Stéphanie fabriquant pour l'occasion un arbre à souvenirs ; quatre marches blanches ont au total été organisées entre sa mort et l'ouverture de l'information judiciaire. En mars 2025, toujours sans réponse quant aux raisons du décès, la famille de Dimitri se rassemble devant le tribunal de Colmar pour demander que la justice avance sur son dossier,,. Stéphanie Neunreuther témoigne en 2025 qu'elle prend des antidépresseurs depuis quatre ans, en raison de l'absence de réponses aux causes de la mort de son fils et de l'impossibilité de faire son deuil.

## Suites judiciaires
Stéphanie Neunreuther estime que son fils Dimitri a été tué (homicide), peut-être par intoxication médicamenteuse à la suite d'une erreur médicale, en soulignant que l'autisme n'est pas en lui-même une cause de mortalité,. Elle a déposé une plainte contre le centre hospitalier de Rouffach pour homicide involontaire, suivie de nombreuses enquêtes et contre-enquêtes, en déplorant notamment l'expertise judiciaire rendue en juillet 2022, qui « ne va pas assez loin ». Elle déplore aussi la grande lenteur du traitement judiciaire de cette plainte ; cinq ans après la mort de Dimitri, sa famille restait toujours sans réponse claire quant aux causes de sa mort. Néanmoins, l'enquête écarte grâce à l'autopsie les causes physiologiques et le suicide, Dimitri n'ayant aucune maladie connue au moment de sa mort. D'après l'avocat de la famille de la victime, Dimitri était décrit comme étant en parfaite santé à 13 h, mais il est décédé à 20 h.
En mars 2025, à l’occasion d'un nouveau rassemblement d'une quinzaine de personnes en sa mémoire,, le procureur de Colmar reçoit la famille de Dimitri,, pendant une trentaine de minutes, et annonce une décision du parquet de Colmar (poursuites judiciaires ou classement sans suites) sous un mois.
Fin avril 2025, une information judiciaire pour homicide involontaire est finalement ouverte, contre une personne morale et une personne physique,,.
La famille de Dimitri témoigne alors qu'à la suite de cette ouverture d'information judiciaire, la procédure pourrait prendre encore deux ans jusqu'à ce que les responsabilités dans la mort de Dimitri soient clairement établies.